# Aisin
Aisin Corporation (株式会社アイシン Kabushiki gaisha Aishin) er en japansk producent af bildele og underleverandør til bilindustrien. Aisin er en del af Toyota og den største aktionær er Toyota Motor, der ejer 24,8 %.
Virksomheden blev etableret i 1965 og fremstiller motorer drivlinjer, chassis og andre bildele.